# Duitse Nationale Partij (Tsjecho-Slowakije)

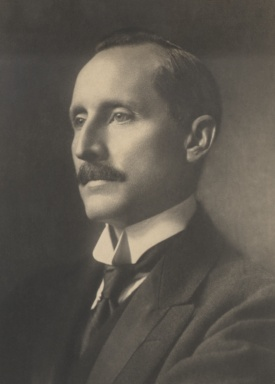
Rudolf Lodgman Ritter von Auen (1877-1962), leider van de DNP

De Duitse Nationale Partij (Duits: Deutsche Nationalpartei, Německá národní strana, DNP) was een rechts-nationalistische partij tijdens de Eerste Tsjecho-Slowaakse Republiek (1918-1938) die als belangen behartiger optrad van Sudeten-Duitsers. De partij bestond van 1919 tot 1933.

## Geschiedenis
De DNP werd op 21 september 1919 opgericht en was gedeeltelijk een continuering van de Duitse Radicale Partij (Deutschradikale Partei) die tijdens het Oostenrijk-Hongaarse keizerrijk opkwam voor de belangen van Oostenrijkse Duitsers. Gedurende haar bestaan werkte de DNP nauw samen met de Duitse Nationaalsocialistische Arbeiderspartij (Deutsche Nationalsozialistische Arbeiterpartei, DNSAP), een nazi-partij. Bij de federale verkiezingen van 1920 won de DNP in combinatie met de DNSAP 15 van de 281 zetels in de Kamer van Afgevaardigden en 8 van de 142 zetels in de Senaat. Als zelfstandige partij kreeg de DNP bij de verkiezingen van 1925 10 zetels (van de 300) in de Kamer van Afgevaardigden en 5 zetels (van de 150) in de Senaat. In 1929 won de partij 8 van de 300 zetels in de Kamer van Afgevaardigden en verloor het de vijf zetels die het tot dan toe in de Senaat bezette. In die periode begon de invloed van de DNP op Duits-nationalistische kiezers af te nemen. Het was de DNSAP die juist aan invloed won.
De Duitse Nationale Partij erkende de Tsjecho-Slowaakse staat niet en streefde naar aanhechting (Anschluss) van Duits-Bohemen en Sudetenland aan het Duitse Rijk. De partij weigerde samenwerking met Tsjecho-Slowaakse partijen in het federale parlement. Na de machtsovername van Adolf Hitler in Duitsland in 1933 werden de DNP en de DNSAP van overheidswege verboden. In 1935 werd de DNP weer toegestaan in de hoop de invloed van de Sudeten-Duitse Partij (SdP) te verzwakken. De partij deed echter niet mee aan de parlementsverkiezingen van dat jaar. Nog in 1935 werd de DNP ontbonden en stapten de leden over naar de SdP.
De intelligente raspoliticus Rudolf Lodgman von Auen (1877-1962) gaf het grootste deel van het bestaan van de DNP leiding aan de partij.

## Verkiezingsresultaten

### Kamer van Afgevaardigden
| Jaar                            | %     | Zetels   | +/-     |
| ------------------------------- | ----- | -------- | ------- |
| 1920                            | -     | 10 / 281 | NIEUW   |
| 1925                            | 3,39% | 10 / 300 | Stabiel |
| 1929                            | 2,8%  | 8 / 300  | 2       |
| Bron: Uitslagen, Nohlen, et al. |       |          |         |

### Senaat
| Jaar                               | %    | Zetels  | +/-   |
| ---------------------------------- | ---- | ------- | ----- |
| 1920                               | -    | 6 / 142 | NIEUW |
| 1925                               | 3,5% | 5 / 150 | 1     |
| 1929                               | 2,6% | 0 / 150 | 5     |
| Bron: Nohlen, et al., Norbert Linz |      |         |       |